# Diocesi di Changting
La diocesi di Changting (in latino: Dioecesis Timceuvensis) è una sede della Chiesa cattolica in Cina suffraganea dell'arcidiocesi di Fuzhou. Nel 1950 contava 4.318 battezzati su 1.220.000 abitanti. La sede è vacante.

## Territorio
La diocesi comprende la città di Changting, nella provincia cinese di Fujian.

## Storia
La prefettura apostolica di Changting (Tingchow o Tingzhou) fu eretta il 27 dicembre 1923 con il breve Ad maiorem di papa Pio XI, ricavandone il territorio dal vicariato apostolico di Fo-kien settentrionale (oggi arcidiocesi di Fuzhou). La nuova circoscrizione ecclesiastica fu affidata ai Domenicani.
L'8 maggio 1947 la prefettura apostolica è stata elevata al rango di diocesi con la bolla Auspicatissimis in Sinis di papa Pio XII.
Dopo l'avvento dei comunisti, il governo cinese ha ridotto le sei diocesi della provincia di Fujian a tre sole, Fuzhou, Mindong e Xiamen, sopprimenedo così la diocesi di Changting.

## Cronotassi dei vescovi
Si omettono i periodi di sede vacante non superiori ai 2 anni o non storicamente accertati.
- Edber M. Pelzer † (21 dicembre 1925 - 1945 deceduto)
- Johann Werner Lesinski † (8 maggio 1947 - 26 aprile 1963 deceduto)

## Statistiche
La diocesi nel 1950 su una popolazione di 1.220.000 persone contava 4.318 battezzati, corrispondenti allo 0,4% del totale.
| anno | popolazione | popolazione | popolazione | presbiteri | presbiteri | presbiteri | presbiteri                | diaconi | religiosi | religiosi | parrocchie |
| anno | battezzati  | totale      | %           | numero     | secolari   | regolari   | battezzati per presbitero | diaconi | uomini    | donne     | parrocchie |
| ---- | ----------- | ----------- | ----------- | ---------- | ---------- | ---------- | ------------------------- | ------- | --------- | --------- | ---------- |
| 1950 | 4.318       | 1.220.000   | 0,4         | 22         | 4          | 18         | 196                       |         | 6         | 28        |            |